# Draž

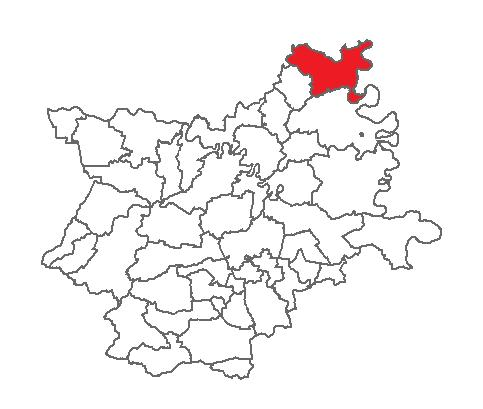

Draž (Hongaars: Darázs; Duits: Darasch; Servisch: Драж) is een gemeente in de Kroatische provincie Osijek-Baranja. Het maakt deel uit van de streek Baranja.
Draž telt 3356 inwoners. De oppervlakte bedraagt 150 km², de bevolkingsdichtheid is 22,4 inwoners per km².
De gemeente is de op twee na meest door Hongaren bevolkte gemeente van Kroatië. Tot 1920 behoorde de gemeente tot Hongarije. (zie: Hongaarse minderheid in Kroatië).
De gemeente bestaat uit de volgende dorpen:
- Batina     (Kiskőszeg)
- Draž     (Darázs)
- Duboševica     (Dályok)
- Topolje     (Izsép)
- Gajić     (Hercegmárok)
- Podolje     (Nagybodolya)

## Bevolkingssamenstelling
De gemeente kent de volgende nationaliteiten volgens de volkstelling van 2011:
- Kroaten - 1.931 (69,79%)
- Hongaren - 680 (24,58%)
- Serven - 90 (3,25%

Steden (gradovi): Osijek · Beli Manastir · Belišće · Donji Miholjac · Đakovo · Našice · Valpovo

Gemeenten (općine): Antunovac · Bilje · Bizovac · Čeminac · Čepin · Darda · Donja Motičina · Draž · Drenje · Đurđenovac · Erdut · Ernestinovo · Feričanci · Gorjani · Jagodnjak · Kneževi Vinogradi · Koška · Levanjska Varoš · Magadenovac · Marijanci · Petlovac · Petrijevci · Podgorač · Podravska Moslavina · Popovac · Punitovci · Satnica Đakovačka · Semeljci · Strizivojna · Šodolovci · Trnava · Viljevo · Viškovci · Vladislavci · Vuka